# Agrotis obscurata
Agrotis obscurata är en fjärilsart som beskrevs av Barend J. Lempke 1939. Agrotis obscurata ingår i släktet Agrotis och familjen nattflyn. Inga underarter finns listade i Catalogue of Life.